# Steve Moore
Steven Francis Moore, född 22 september 1978, är en kanadensisk före detta professionell ishockeyspelare som spelade tre säsonger i National Hockey League (NHL) för Colorado Avalanche. 
Moore är allmänt känd för att ha ådragit sig en karriäravslutande skada till följd av ett bråk på isen mellan dåvarande Vancouver Canucks forward Todd Bertuzzi den 8 mars 2004, som hämnd för en annan incident där Moore var inblandad i en tidigare match mellan lagen den säsongen. Konsekvenserna av händelsen har bidragit till en växande insats för att minska omotiverat våld inom hockey och professionell sport i allmänhet.

## Spelarkarriär
Steve Moore draftades av Colorado Avalanche vid NHL Entry Draft 1998 i andra rundan som 53:e totalt. Han spelade då för Harvard och deltog sedan i 69 matcher för Avalanche från 2001 till 2004 med fem mål och sju assist som facit vilket han producerade den sista säongen han spelade innan han blev allvarligt skadad då Todd Bertuzzi som då spelade för Vancouver Canucks. Vid den tidpunkten var Avalanche tabelletta i ligan och Moore spelade i förstafemman som högerforward jämte med Joe Sakic (center) och Paul Kariya (vänsterforward).

### Överfallet
Under en match mot Vancouver Canucks 16 februari 2004 hade Steve Moore tacklat Markus Näslund så att denne fick hjärnskakning. När lagen möttes igen 8 mars 2004 överföll Bertuzzi Moore sent i den tredje perioden. Överfallet, allmänt sett som ett av NHL-historiens mest brutala, skedde bakifrån, då Bertuzzi hoppade på Moore och tryckte ner honom i isen så att han landade på huvudet. Kombinationen av slaget, fallet och påkörningen resulterade i tre frakturer på halskotor, skärsår i ansiktet och en hjärnskakning.
Bertuzzi fick matchstraff för sina handlingar vilket medförde en automatisk avstängning på obestämd tid enligt NHL-reglerna. Den 11 mars 2004 meddelade NHL att Bertuzzi skulle förbli avstängd åtminstone resten av Canucks säsong, inklusive eventuella slutspelsmatcher. IIHF stod bakom NHLs beslut och förhindrade Bertuzzi från att spela i några internationella turneringar eller ligor under NHL-lockouten 2004–05 vilket i praktiken gjorde Bertuzzi professionellt inaktiv under hela lockoutsäsongen.
Den 22 augusti 2004 skrevs Moore ut från ett sjukhus i Denver-området. Han bar en nackskydd i ett år och påbörjade sedan sjukgymnastik för sin nackskada och hjärnskakning.
Den 17 februari 2005 lämnade Moore in en civilrättslig stämningsansökan mot Bertuzzi. Bland annat mot Brad May som hade sagt "definitivt skulle bli ett pris på Moores huvud" efter matchen, Brian Burke och Canucks-organisationen. Stämningen avvisades i oktober 2005 och domaren föreslog att stämningen skulle lämnas in på nytt i Kanada där händelsen ägde rum. Stämningen lämnades in på nytt i Kanada i februari 2006. Den 8 augusti 2005 meddelade NHL-kommissionär Gary Bettman att Bertuzzi skulle få spela igen i början av NHL-säsongen 2005–06. I ligans beslut angav de många skäl för att avsluta avstängningen såsom:
- Bertuzzi avtjänade en avstängning på 20 matcher vilket vid den tidpunkten var den fjärde längsta avstängningen i NHL:s historia (13 matcher under grundserien, sju slutspelsmatcher)
- Bertuzzis förverkade lön (501 926,39 USD)
- Betydande osäkerhet, ångest, stress och känslomässig smärta hade orsakat Bertuzzis familj
- Kommissionärens uppfattning att Bertuzzi var genuint ångerfull och bad om ursäkt för sina handlingar

Bertuzzi som riskerade att dömas till fängelse för vållande till kroppsskada nådde en uppgörelse med åklagaren, en i USA så kallad plea bargain, och slapp därmed fängelsestraffet men dömdes till 80 timmar samhällstjänst samt avstängning i ett år. Bertuzzi stämdes senare på 160 miljoner kronor av Moore. Först tio år senare nåddes en förlikning mellan parterna. Det hela gjordes upp utanför rättssalen, innan rättegången som skulle startat 8 september 2014.

## Personligt
Steve Moores äldre bror Mark och yngre bror Dominic spelade alla fyra år vid Harvard University. På grund av deras relativt nära ålder kunde alla tre spela samma år för Harvard under säsongen 1999–00. Dominic fortsatte också att spela i NHL.
Efter att ha fått veta att han inte kunde återvända till hockey återvände Moore till skolan och studerade vid Stanford University där han tog en MBA. Han arbetar nu som riskkapitalinvesterare. Moore bor i Stor-Toronto-området med sin fru och tre barn.

## Statistik

### Klubbkarriär
| 1995–96    | Thornhill Islanders | MetJHL     | 50 | 25 | 27 | 52 | 57 | 18 | 4  | 5  | 9  | — |
| 1996–97    | Thornhill Islanders | MetJHL     | 50 | 34 | 52 | 86 | 52 | 13 | 10 | 11 | 21 | 2 |
| 1997–98    | Harvard University  | ECAC       | 33 | 10 | 23 | 33 | 46 | —  | —  | —  | —  | — |
| 1998–99    | Harvard University  | ECAC       | 30 | 18 | 13 | 31 | 34 | —  | —  | —  | —  | — |
| 1999–00    | Harvard University  | ECAC       | 27 | 10 | 16 | 26 | 53 | —  | —  | —  | —  | — |
| 2000–01    | Harvard University  | ECAC       | 32 | 7  | 26 | 33 | 43 | —  | —  | —  | —  | — |
| 2001–02    | Hershey Bears       | AHL        | 68 | 10 | 17 | 27 | 31 | 8  | 0  | 1  | 1  | 6 |
| 2001–02    | Colorado Avalanche  | NHL        | 8  | 0  | 0  | 0  | 4  | —  | —  | —  | —  | — |
| 2002–03    | Hershey Bears       | AHL        | 58 | 10 | 13 | 23 | 41 | 5  | 0  | 1  | 1  | 4 |
| 2002–03    | Colorado Avalanche  | NHL        | 4  | 0  | 0  | 0  | 0  | —  | —  | —  | —  | — |
| 2003–04    | Hershey Bears       | AHL        | 13 | 4  | 4  | 8  | 6  | —  | —  | —  | —  | — |
| 2003–04    | Colorado Avalanche  | NHL        | 57 | 5  | 7  | 12 | 37 | —  | —  | —  | —  | — |
| NHL totalt | NHL totalt          | NHL totalt | 69 | 5  | 7  | 12 | 41 | —  | —  | —  | —  | — |